# Gigantes de Carolina 2015 (pallavolo maschile)
Questa voce raccoglie le informazioni riguardanti i Gigantes de Carolina nelle competizioni ufficiali della stagione 2015.

## Organigramma societario
Area direttiva
- Presidente: Michael Hernández

Area tecnica
- Primo allenatore: Oswald Antonetti

## Rosa
| N° | Nome                 | Ruolo | Data di nascita   | Nazionalità sportiva |
| -- | -------------------- | ----- | ----------------- | -------------------- |
| 1  | Jair Santiago        | S/O   | 24 agosto 1995    | Porto Rico           |
| 2  | Sirianis Méndez      | S     | 14 marzo 1983     | Cuba                 |
| 3  | Adrián López         | L     | -                 | Porto Rico           |
| 4  | Cristian Encarnación | S     | 3 settembre 1993  | Porto Rico           |
| 4  | Orlando Irizarry     | L     | 27 settembre 1985 | Porto Rico           |
| 5  | Víctor Bird          | S/O   | 16 marzo 1982     | Porto Rico           |
| 6  | Edwin Montaño        | C     | 30 giugno 1978    | Porto Rico           |
| 7  | Fernando Barrón      | S     | 18 novembre 1985  | Porto Rico           |
| 8  | Arnel de Jesús       | C     | 30 luglio 1990    | Porto Rico           |
| 9  | Yunieski Ramírez     | S     | 13 febbraio 1986  | Porto Rico           |
| 10 | Roberto Ortíz        | L     | -                 | Porto Rico           |
| 11 | Juan Miguel Ruiz     | P     | 24 aprile 1981    | Porto Rico           |
| 12 | Carlos Concepción    | P     | -                 | Porto Rico           |
| 13 | Kevin López          | S     | 24 aprile 1995    | Porto Rico           |
| 15 | William Thompson     | C     | 22 febbraio 1993  | Porto Rico           |
| 17 | Reyli Calderón       | S     | 4 gennaio 1990    | Porto Rico           |

## Mercato
| Acquisti | Acquisti             | Acquisti             | Acquisti   |
| R.       | Nome                 | da                   | Modalità   |
| -------- | -------------------- | -------------------- | ---------- |
| S        | Sirianis Méndez      | Al-Ain               | definitivo |
| S        | Cristian Encarnación | -                    | definitivo |
| C        | Edwin Montaño        | Mets de Guaynabo     | definitivo |
| C        | Arnel de Jesús       | ?                    | definitivo |
| S        | Yunieski Ramírez     | Al-Ahly              | definitivo |
| L        | Roberto Ortíz        | -                    | definitivo |
| P        | Juan Miguel Ruiz     | Cariduros de Fajardo | prestito   |
| P        | Carlos Concepción    | ?                    | definitivo |
| S        | Kevin López          | Cariduros de Fajardo | prestito   |
| S        | Reyli Calderón       | -                    | definitivo |
| S/O      | Jair Santiago        | Indios de Mayagüez   | definitivo |
| L        | Orlando Irizarry     | Mets de Guaynabo     | definitivo |

| Cessioni | Cessioni             | Cessioni                 | Cessioni      |
| R.       | Nome                 | a                        | Modalità      |
| -------- | -------------------- | ------------------------ | ------------- |
| P        | Howard García        | Caribes de San Sebastián | fine prestito |
| S/O      | Dimar López          | Mets de Guaynabo         | definitivo    |
| S        | Aksel Berríos        | -                        | ritirato      |
| C        | José Ribas           | Plataneros de Corozal    | fine prestito |
| C        | Alexis Colón         | Capitanes de Arecibo     | definitivo    |
| S        | Eddie Rivera         | Mets de Guaynabo         | definitivo    |
| S        | Andrés Cruz          | Patriotas de Lares       | definitivo    |
| P        | Yamil Pérez          | -                        | definitivo    |
| S/O      | Jair Santiago        | -                        | definitivo    |
| S        | Cristian Encarnación | -                        | definitivo    |
| L        | Roberto Ortíz        | Plataneros de Corozal    | definitivo    |

## Risultati

### LVSM

#### Regular season
| 1ª giornata - 20 agosto 2015 Palacio de Recreación y Deportes, Mayagüez   | Indios de Mayagüez       | 3 - 1 | Gigantes de Carolina     | 25-18, 21-25, 26-24, 26-24        |
| 2ª giornata - 22 agosto 2015 Coliseo Guillermo Angulo, Carolina           | Gigantes de Carolina     | 3 - 2 | Capitanes de Arecibo     | 25-22, 19-25, 23-25, 25-17, 15-12 |
| 3ª giornata - 4 settembre 2015 Coliseo Guillermo Angulo, Carolina         | Gigantes de Carolina     | 3 - 1 | Caribes de San Sebastián | 15-25, 25-23, 25-23, 25-21        |
| 4ª giornata - 6 settembre 2015 Coliseo Gelito Ortega, Naranjito           | Changos de Naranjito     | 3 - 2 | Gigantes de Carolina     | 26-28, 18-25, 25-21, 25-19, 16-14 |
| 5ª giornata - 8 settembre 2015 Coliseo Guillermo Angulo, Carolina         | Gigantes de Carolina     | 3 - 0 | Patriotas de Lares       | 25-12, 25-20, 25-18               |
| 6ª giornata - 10 settembre 2015 Coliseo Tomás Dones, Fajardo              | Gigantes de Carolina     | 3 - 0 | Plataneros de Corozal    | 25-14, 25-23, 25-20               |
| 7ª giornata - 12 settembre 2015 Coliseo Carmen Zoraida Figueroa, Corozal  | Plataneros de Corozal    | 0 - 3 | Gigantes de Carolina     | 21-25, 21-25, 19-25               |
| 8ª giornata - 17 settembre 2015 Coliseo Guillermo Angulo, Carolina        | Gigantes de Carolina     | 3 - 2 | Changos de Naranjito     | 25-21, 23-25, 25-22, 14-25, 15-11 |
| 9ª giornata - 19 settembre 2015 Coliseo Luis Aymat Cardona, San Sebastián | Caribes de San Sebastián | 3 - 0 | Gigantes de Carolina     | 25-17, 25-22, 25-22               |
| 10ª giornata - 22 settembre 2015 Coliseo Mario Morales, Guaynabo          | Mets de Guaynabo         | 3 - 0 | Gigantes de Carolina     | 25-20, 25-23, 25-22               |
| 11ª giornata - 24 settembre 2015 Coliseo Félix Méndez Acevedo, Lares      | Patriotas de Lares       | 1 - 3 | Gigantes de Carolina     | 21-25, 19-25, 25-23, 22-25        |
| 12ª giornata - 26 settembre 2015 Coliseo Guillermo Angulo, Carolina       | Gigantes de Carolina     | 1 - 3 | Mets de Guaynabo         | 25-16, 23-25, 26-28, 20-25        |
| 13ª giornata - 29 settembre 2015 Coliseo Guillermo Angulo, Carolina       | Gigantes de Carolina     | 3 - 0 | Indios de Mayagüez       | 25-22, 25-22, 28-26               |
| 14ª giornata - 1 ottobre 2015 Coliseo Manuel Iguina, Arecibo              | Capitanes de Arecibo     | 3 - 0 | Gigantes de Carolina     | 25-18, 25-21, 25-19               |
| 15ª giornata - 15 ottobre 2015 Palacio de Recreación y Deportes, Mayagüez | Indios de Mayagüez       | 3 - 1 | Gigantes de Carolina     | 20-25, 25-20, 25-22, 25-19        |
| 16ª giornata - 17 ottobre 2015 Coliseo Tomás Dones, Fajardo               | Gigantes de Carolina     | 0 - 3 | Capitanes de Arecibo     | 23-25, 20-25, 21-25               |
| 17ª giornata - 23 ottobre 2015 Coliseo Félix Méndez Acevedo, Lares        | Patriotas de Lares       | 1 - 3 | Gigantes de Carolina     | 25-23, 19-25, 22-25, 15-25        |
| 18ª giornata - 25 ottobre 2015 Coliseo Mario Morales, Guaynabo            | Mets de Guaynabo         | 3 - 1 | Gigantes de Carolina     | 25-15, 26-28, 25-17, 25-18        |
| 19ª giornata - 29 ottobre 2015 Coliseo Guillermo Angulo, Carolina         | Gigantes de Carolina     | 1 - 3 | Caribes de San Sebastián | 25-22, 20-25, 20-25, 21-25        |
| 20ª giornata - 31 ottobre 2015 Coliseo Gelito Ortega, Naranjito           | Changos de Naranjito     | 0 - 3 | Gigantes de Carolina     | 24-26, 22-25, 22-25               |
| 21ª giornata - 6 novembre 2015 Coliseo Carmen Zoraida Figueroa, Corozal   | Plataneros de Corozal    | 3 - 0 | Gigantes de Carolina     | 25-22, 25-21, 25-10               |
| 22ª giornata - 8 novembre 2015 Coliseo Guillermo Angulo, Carolina         | Gigantes de Carolina     | 0 - 3 | Mets de Guaynabo         | 22-25, 20-25, 23-25               |
| 23ª giornata - 11 novembre 2015 Coliseo Guillermo Angulo, Carolina        | Gigantes de Carolina     | 0 - 3 | Plataneros de Corozal    | 22-25, 15-25, 22-25               |
| 24ª giornata - 13 novembre 2015 Coliseo Gelito Ortega, Naranjito          | Gigantes de Carolina     | 0 - 3 | Changos de Naranjito     | 23-25, 23-25, 30-32               |

#### Play-off
| Quarti di finale (gara 1) - 16 novembre 2015 Coliseo Guillermo Angulo, Carolina         | Gigantes de Carolina  | 3 - 0 | Indios de Mayagüez    | 25-22, 25-23, 25-22               |
| Quarti di finale (gara 3) - 19 novembre 2015 Coliseo Mario Morales, Guaynabo            | Mets de Guaynabo      | 1 - 3 | Gigantes de Carolina  | 26-24, 25-27, 22-25, 26-28        |
| Quarti di finale (gara 5) - 22 novembre 2015 Palacio de Recreación y Deportes, Mayagüez | Indios de Mayagüez    | 1 - 3 | Gigantes de Carolina  | 18-25, 21-25, 25-17, 27-29        |
| Quarti di finale (gara 6) - 23 novembre 2015 Coliseo Guillermo Angulo, Carolina         | Gigantes de Carolina  | 3 - 1 | Mets de Guaynabo      | 22-25, 25-16, 25-23, 25-20        |
| Semifinali (gara 1) - 29 novembre 2015 Coliseo Guillermo Angulo, Carolina               | Gigantes de Carolina  | 3 - 0 | Plataneros de Corozal | 25-26, 30-28, 25-21               |
| Semifinali (gara 2) - 1 dicembre 2015 Coliseo Carmen Zoraida Figueroa, Corozal          | Plataneros de Corozal | 2 - 3 | Gigantes de Carolina  | 22-25, 25-20, 24-26, 25-21, 10-15 |
| Semifinali (gara 3) - 3 dicembre 2015 Coliseo Carmen Zoraida Figueroa, Corozal          | Plataneros de Corozal | 1 - 3 | Gigantes de Carolina  | 25-15, 26-28, 22-25, 19-25        |
| Semifinali (gara 4) - 5 dicembre 2015 Coliseo Guillermo Angulo, Carolina                | Gigantes de Carolina  | 3 - 1 | Plataneros de Corozal | 25-20, 22-25, 25-22, 30-28        |
| Finale (gara 1) - 11 dicembre 2015 Coliseo Mario Morales, Guaynabo                      | Mets de Guaynabo      | 3 - 1 | Gigantes de Carolina  | 23-25, 25-21, 25-23, 25-22        |
| Finale (gara 2) - 13 dicembre 2015 Coliseo Guillermo Angulo, Carolina                   | Gigantes de Carolina  | 1 - 3 | Mets de Guaynabo      | 22-25, 25-19, 22-25, 18-25        |
| Finale (gara 3) - 15 dicembre 2015 Coliseo Mario Morales, Guaynabo                      | Mets de Guaynabo      | 3 - 1 | Gigantes de Carolina  | 25-16, 25-23, 21-25, 25-20        |
| Finale (gara 4) - 17 dicembre 2015 Coliseo Guillermo Angulo, Carolina                   | Gigantes de Carolina  | 0 - 3 | Mets de Guaynabo      | 18-25, 23-25, 18-25               |

## Statistiche

### Statistiche di squadra
| Competizione | Punti | In casa | In casa | In casa | In trasferta | In trasferta | In trasferta | Totale | Totale | Totale |
| Competizione | Punti | G       | V       | P       | G            | V            | P            | G      | V      | P      |
| ------------ | ----- | ------- | ------- | ------- | ------------ | ------------ | ------------ | ------ | ------ | ------ |
| LVSM         | 32    | 18      | 10      | 8       | 18           | 8            | 10           | 36     | 18     | 18     |
| Totale       | -     | 18      | 10      | 8       | 18           | 8            | 10           | 36     | 18     | 18     |

G = partite giocate; V = partite vinte; P = partite perse